# Sudirman Cup 2025
Der Sudirman Cup 2025, die Weltmeisterschaft für gemischte Mannschaften im Badminton, fand vom 27. April bis zum 4. Mai im Fenghuang Gymnasium in Xiamen statt. Es war die 19. Austragung des Sudirman Cups. Erfolgreicher Titelverteidiger war China. Trotz Qualifikation konnte Deutschland aufgrund von Haushaltskürzungen nicht an der WM teilnehmen. Tschechien nahm den frei gewordenen Startplatz ein.

## Auslosung
| Gruppe A                                       | Gruppe B                                     | Gruppe C                             | Gruppe D                           |
| ---------------------------------------------- | -------------------------------------------- | ------------------------------------ | ---------------------------------- |
| Volksrepublik China Thailand Hongkong Algerien | Südkorea Chinesisch Taipeh Kanada Tschechien | Japan Malaysia Frankreich Australien | Indonesien Dänemark Indien England |

## Gruppe A
| Platz | Team                | Pld | W | L | MF | MA | MD  | GF | GA | GD  | PF  | PA  | PD   | Pts | Qualifikation |
| ----- | ------------------- | --- | - | - | -- | -- | --- | -- | -- | --- | --- | --- | ---- | --- | ------------- |
| 1     | Volksrepublik China | 3   | 3 | 0 | 14 | 1  | +13 | 29 | 4  | +25 | 688 | 399 | +289 | 3   | Q             |
| 2     | Thailand            | 3   | 2 | 1 | 11 | 4  | +7  | 23 | 11 | +12 | 638 | 516 | +122 | 2   | Q             |
| 3     | Hongkong            | 3   | 1 | 2 | 5  | 10 | −5  | 13 | 20 | −7  | 523 | 569 | −46  | 1   |               |
| 4     | Algerien            | 3   | 0 | 3 | 0  | 15 | −15 | 0  | 30 | −30 | 265 | 630 | −365 | 0   |               |

## Gruppe B
| Platz | Team              | Pld | W | L | MF | MA | MD  | GF | GA | GD  | PF  | PA  | PD   | Pts | Qualifikation |
| ----- | ----------------- | --- | - | - | -- | -- | --- | -- | -- | --- | --- | --- | ---- | --- | ------------- |
| 1     | Südkorea          | 3   | 3 | 0 | 12 | 3  | +9  | 24 | 9  | +15 | 649 | 487 | +162 | 3   | Q             |
| 2     | Chinesisch Taipeh | 3   | 2 | 1 | 10 | 5  | +5  | 22 | 11 | +11 | 600 | 571 | +29  | 2   | Q             |
| 3     | Kanada            | 3   | 1 | 2 | 6  | 9  | −3  | 14 | 20 | −6  | 587 | 646 | −59  | 1   |               |
| 4     | Tschechien        | 3   | 0 | 3 | 2  | 13 | −11 | 6  | 26 | −20 | 506 | 638 | −132 | 0   |               |

## Gruppe C
| Platz | Team       | Pld | W | L | MF | MA | MD  | GF | GA | GD  | PF  | PA  | PD   | Pts | Qualifikation |
| ----- | ---------- | --- | - | - | -- | -- | --- | -- | -- | --- | --- | --- | ---- | --- | ------------- |
| 1     | Japan      | 3   | 3 | 0 | 13 | 2  | +11 | 27 | 7  | +20 | 685 | 508 | +177 | 3   | Q             |
| 2     | Malaysia   | 3   | 2 | 1 | 11 | 4  | +7  | 24 | 9  | +15 | 659 | 497 | +162 | 2   | Q             |
| 3     | Frankreich | 3   | 1 | 2 | 4  | 11 | −7  | 10 | 24 | −14 | 539 | 661 | −122 | 1   |               |
| 4     | Australien | 3   | 0 | 3 | 2  | 13 | −11 | 6  | 27 | −21 | 461 | 678 | −217 | 0   |               |

## Gruppe D
| Platz | Team       | Pld | W | L | MF | MA | MD  | GF | GA | GD  | PF  | PA  | PD   | Pts | Qualifikation |
| ----- | ---------- | --- | - | - | -- | -- | --- | -- | -- | --- | --- | --- | ---- | --- | ------------- |
| 1     | Indonesien | 3   | 3 | 0 | 13 | 2  | +11 | 28 | 7  | +21 | 713 | 519 | +194 | 3   | Q             |
| 2     | Dänemark   | 3   | 2 | 1 | 10 | 5  | +5  | 21 | 11 | +10 | 606 | 519 | +87  | 2   | Q             |
| 3     | Indien     | 3   | 1 | 2 | 5  | 10 | −5  | 13 | 22 | −9  | 582 | 673 | −91  | 1   |               |
| 4     | England    | 3   | 0 | 3 | 2  | 13 | −11 | 6  | 28 | −22 | 494 | 684 | −190 | 0   |               |